# Teodora Wielka Komnena
Theodora Komnena (przed 1253 – po 1285) – cesarzowa Trapezuntu w latach 1284–1285. Była córką Manuela I Wielkiego Komnena i gruzińskiej księżniczki Rusdany.

## Życiorys
W 1284 król Gruzji Dawid VI (wnuk królowej Tamary) pomógł jej zdobyć tron. Rok później władzę odzyskał jej brat, Jan II. Teodora rządziła na tyle długo, aby w obiegu znalazły się monety z jej podobizną. Zanim objęła rządy, albo po tym, jak została obalona, Teodora była zakonnicą.